# Deinopis subrufa
Deinopis subrufa är en spindelart som beskrevs av Ludwig Carl Christian Koch 1879. Deinopis subrufa ingår i släktet Deinopis och familjen Deinopidae. Inga underarter finns listade i Catalogue of Life.